# Егино III фон Урах
Егино III фон Урах Млади (на немски: Egino III von Urach, der Jüngere, † 25 юли 1160 или 1180) е граф на Урах.

## Произход и наследство
Той е големият син на Егино II († 1105), граф в Швигерстал на река Ермс, и на съпругата му Кунигунда. По-малкият му брат Гебхард фон Урах († 1141) е епископ на Страсбург (1131 – 1140).
Егино III последва баща си като граф около 1137 г.

## Фамилия
Егино III се жени за Кунигунда фон Дисен-Васербург († 4 септември 1168 или по-късно), дъщеря на граф Енгелберт фон Васербург († 1161) и Хедвиг фон Формбах-Фихтенщайн († 1170), единствената дъщеря на граф Дитрих II фон Формбах и Фихтенщайн († 1145) и Аделхайд Австрийска († 1120). Те имат децата:
- Егино IV (1160 – 1230), граф на Урах
- Гебхард, граф на Урах 1180
- Бертхолд, граф на Урах 1180